# 가고시마 화물 터미널역
가고시마 화물 터미널 역(일본어: 鹿児島貨物ターミナル駅)은 일본 가고시마현 가고시마시에 위치한 일본화물철도 소속 화물역이다. 영업 거리로는 규슈 여객철도의 가고시마역과 동일한 지점이다.

## 역 구조
지상역이며, 역 구내는 가고시마 역의 남쪽에 있다.
1면의 컨테이너 승강장과 2선의 컨테이너 하역선, 그 외의 구분선이 있다. 발착선은 가고시마 역과 공용하고 있다. 발착선으로 도착했던 열차는, 발착선부터 류가미즈역 방면으로 뻗어진 선으로 들어간 후, 역의 하역선에 추진운전으로 진입하는 구조로 되어 있다.
역 구내에는 영업 창구의 JR 화물 가고시마 영업 지점이나, 모지 기관구의 가고시마 파출도 설치되어 있다.

## 취급화물 종류
- 컨테이너 화물

12ft 컨테이너, 20ft·30ft 대형 컨테이너, 20ft·40ft ISO규격 해상 컨테이너 화물을 취급하고 있다.
- 산업 폐기물·특별 관리 산업 폐기물의 취급 허가를 얻고 있다.

## 이용 현황
| 연도     | 발송 화물 | 도착 화물 |
| 2004년도 | 113,537t  | 176,944t  |
| 2005년도 | 89,181t   | 170,701t  |
| -------- | --------- | --------- |

## 인접 정차역
| 가고시마 본선             | 가고시마 본선 | 가고시마 본선 |
| ------------------------- | ------------- | ------------- |
| 가고시마 중앙 센다이 방면 | 가고시마 본선 | 시·종착역     |